# Симеон Симеонов (иконописец)
Вижте пояснителната страница за други личности с името Симеон Симеонов.
Симеон Симеонов Койов е български иконописец и резбар от Тревненската художествена школа.

## Биография
Роден е през 1823 г. в Трявна. Произхожда от рода Витановци. Учи иконопис при баща си Симеон Койов. Има предположения за участието му в създаването на дърворезбите в Килифаревския и Преображенския манастири. Нарисувани от него икони има в църквите „Св. Богородица“ в Дебелец, „Св. Атанас“ в Горна Оряховица, „Св. Никола“ в Лясковец, „Св. Богородица“ в Килифарево. Две от иконите му – „Кръщение“ и „Богородица Царица небесна“, са част от фонда на Регионалния историческия музей във Велико Търново. Умира на 3 декември 1879 г.